# Tiongui
Tiongui is een gemeente (commune) in de regio Sikasso in Mali. De gemeente telt 9200 inwoners (2009).